# ساناز طوسی
ساناز طوسی نمایشنامه‌نویس و فیلم‌نامه‌نویس آمریکایی است. وی در سال ۲۰۲۳ با نمایشنامه انگلیسی برنده جایزه پولیتزر برای نمایش‌نامه شد.
خانواده ساناز طوسی پس از انقلاب ۱۳۵۷ ایران از کشور خارج شد و در ایالت کالیفرنیا سکونت گزید. وی دانش‌آموخته دانشگاه کالیفرنیا، سانتا باربارا است و یک نمایشنامه دیگر نیز با عنوان کاش اینجا بودی نگاشته که در سال ۲۰۲۲ منتشر شده است.